# Plebejusze

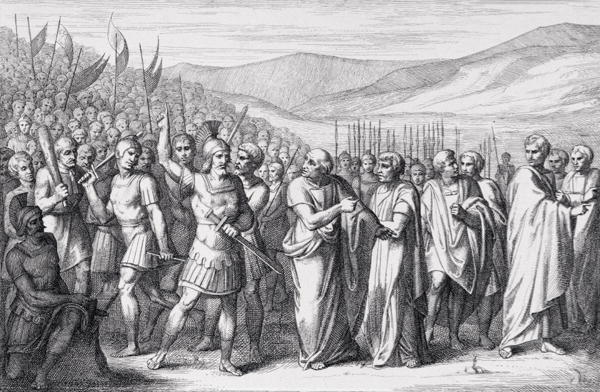
Pierwsza secesja plebejuszy

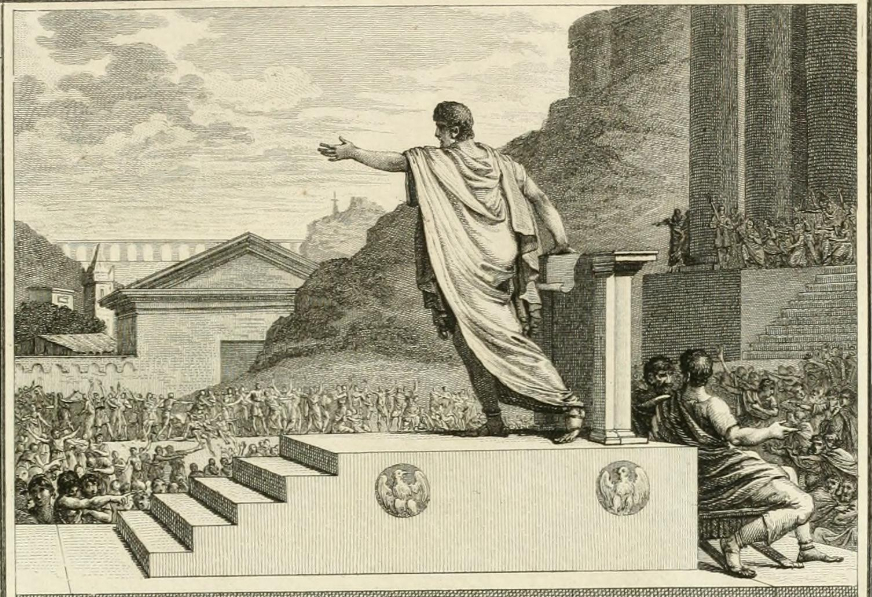
Trybun ludowy Gajusz Grakchus przewodniczy zgromadzeniu plebejuszy

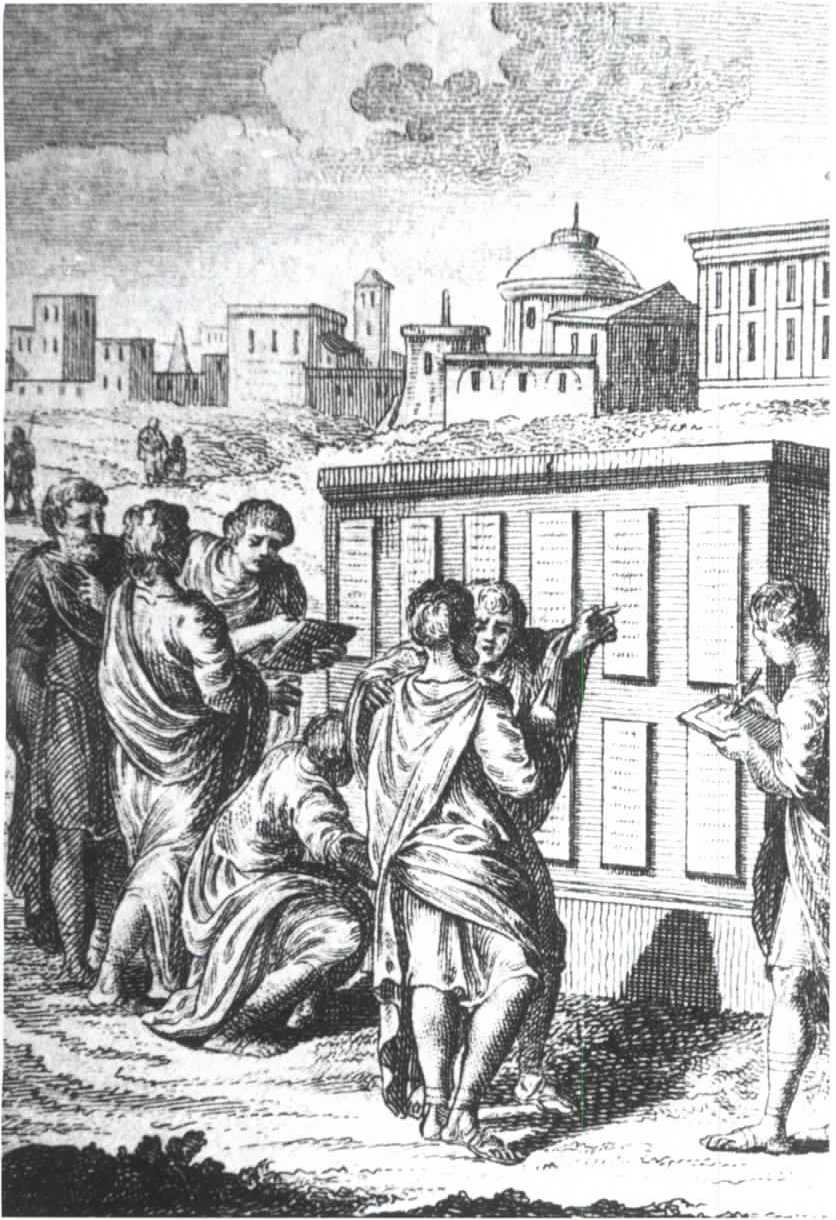
Prawo dwunastu tablic

Plebejusze (łac. plebes – lud) – w starożytnym Rzymie warstwa społeczna, prawdopodobnie wywodząca się od ludów pobliskich, podbitych terenów lub osiedlających się w Rzymie.
Plebejusze byli wolni, lecz (do pewnego momentu) nie mieli praw obywatelskich. Zaliczano do nich obywateli nie wywodzących się z rodzin patrycjuszowskich, jak i miejską biedotę. Nie mogli obejmować urzędów państwowych a także zawierać małżeństw z synami lub córkami patrycjuszy. Trudnili się rzemiosłem i kupiectwem. Pełnili również służbę w wojsku, a za swoje pieniądze musieli kupić uzbrojenie (choć po reformie ze schyłku II wieku p.n.e. to zapewniało im państwo). Plebejusze mogli jedynie brać udział w zgromadzeniu ludowym. Ponieważ w tym czasie często panowały nieurodzaje, więc plebejusze popadali w długi, co kończyło się dla nich ciężkim losem niewolnika. 
Znany z tradycji pierwszy konsul rzymski, Lucjusz Juniusz Brutus, był plebejuszem. 

## Historia
Grupa społeczna plebejuszy zaczęła się wyodrębniać najprawdopodobniej pod koniec okresu królewskiego Rzymu, według niektórych historyków podział nastąpił z początkiem republiki. W 494 p.n.e. doszło do pierwszej secesji plebejuszy, po której powołany został urząd trybuna ludowego. W latach 485–470 p.n.e. najwyższy urząd konsula (zwany wówczas praetor maximus) stał się niedostępny dla plebejuszy. Od 450 p.n.e. związki małżeńskie pomiędzy patrycjuszami a plebejuszami były zakazane. Plebejusze domagali się sprawiedliwego podziału ziemi. Z tej przyczyny między plebejuszami a patrycjuszami od VI do III wieku p.n.e. trwały walki o dostęp do ziemi.
Przyczyną drugiej secesji plebejuszy w 449 p.n.e. był brak postępów w spisywaniu praw zwyczajowych przez powołaną do tego komisję złożoną z samych patrycjuszy. W wyniku protestu i dołączenia przedstawicieli plebejuszy prace komisji zakończyły się prawem dwunastu tablic (Lex duodecim tabularum). W 289 p.n.e. nastąpiła ostatnia secesja. Jednym z broniących praw plebejuszy oraz warstw niższych, był trybun ludowy Tyberiusz Grakchus. Domagał się on sprawiedliwego podziału ziemi należącej do patrycjuszy między najbiedniejszych plebejuszy. Przed ukończeniem swego planu został on zamordowany przez skrytobójców na polecenie patrycjuszy, a jego ciało wrzucono do Tybru.